# Ochsenpfuhl
Der Ochsenpfuhl ist ein kleiner See in der Stadt Herzberg am Harz, Landkreis Göttingen, Niedersachsen.

## Beschreibung
Der circa 12.000 m² große See liegt in einem Erdfall etwa 350 Meter südöstlich des Herzberger Schlosses und etwa 700 m westlich des Juessees. Er hat keine Zu- und Abflüsse. Die verlandenden Uferzonen sind stark mit Schilf bewachsen und ein Brutgebiet für Wasservögel. Auf alten Karten ist die Wasserfläche deutlich größer dargestellt als auf aktuellen Karten.